# 雪胎

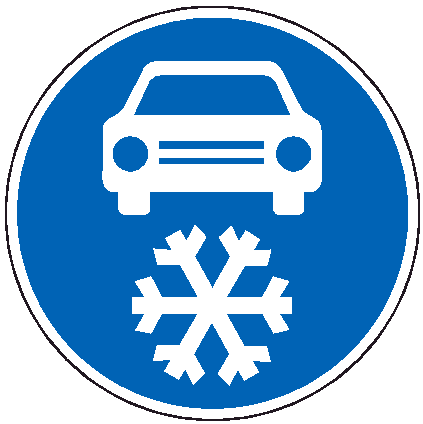
捷克道路标誌，要求在冬季使用雪地胎

雪胎，也通常称为雪地胎、冬季胎，輪胎的一種，是为寒冷天气设计的，專門用於雪地及結冰的路面，使車輛行駛時減少打滑。在雪地状况下，防滑链是权宜之计，毕竟会影响行驶速度。相較於防滑链，安裝雪胎需拆下原本的輪胎，但雪胎較不影響行車速度及油耗，適合需經常在雪地及結冰的路面行車的車輛。雪地胎比夏季轮胎有更多细小的纹路，车辆行驶在冰雪路面时会增加牵引力。为冬季行驶设计的轮胎，一般适宜在摄氏7度以下使用。
布满凸起金属钉的轮胎，能大大降低冰雪路面上的打滑和意外。但是，金属钉与路面接触时会切入铺设的路面，使水渗入，造成路面损伤，引起水漂。與一般輪胎相比，雪胎的表面有更多花紋，有些雪胎裝有胎釘，以增加防滑能力。

## 圖片

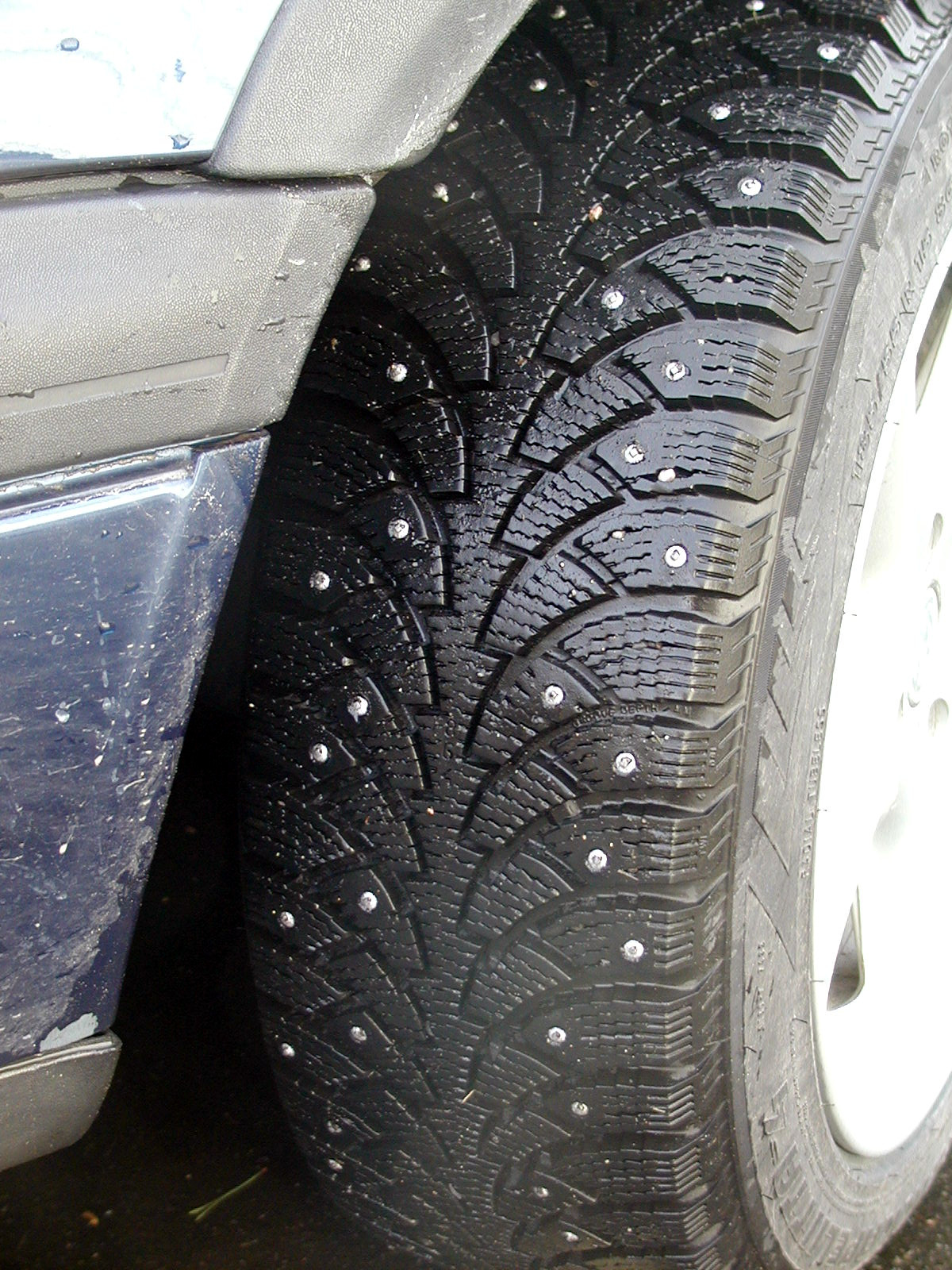
裝有胎釘的雪胎
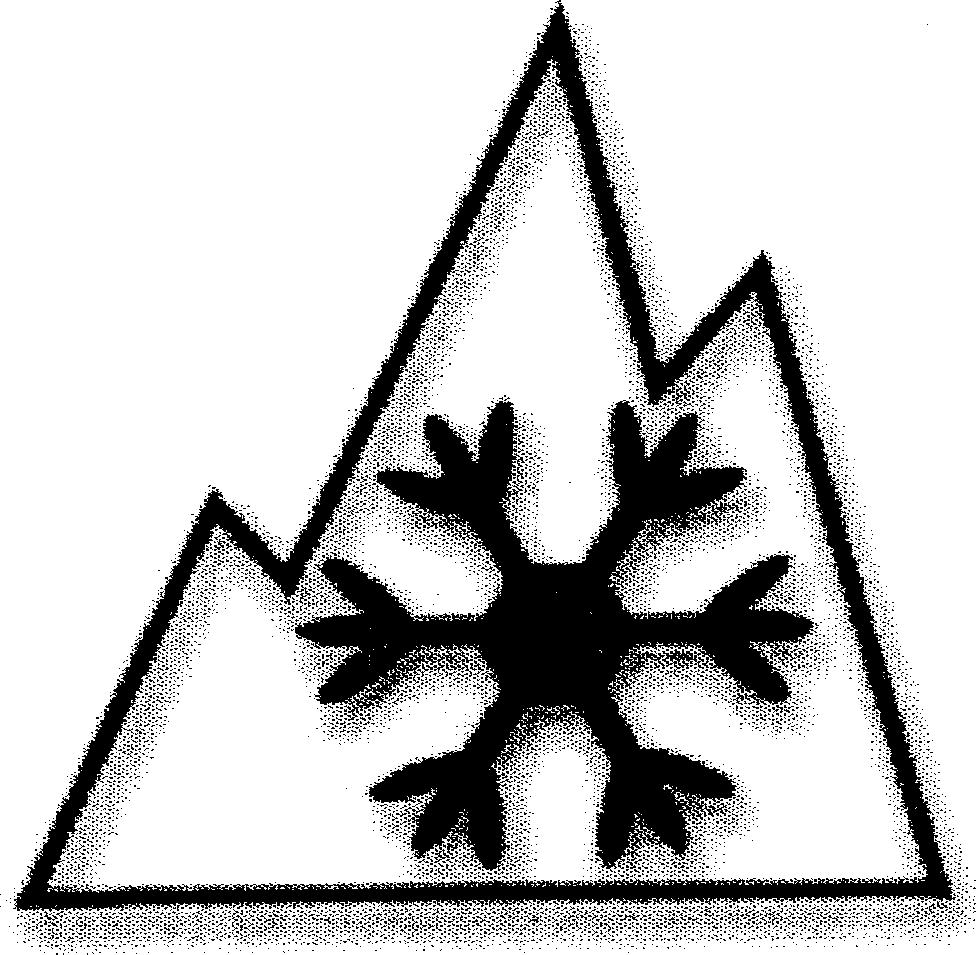
美國國家公路交通安全管理局所訂定的雪胎符號